# Alexandra (sång)
Alexandra är en sång skriven av Peter Grönvall, Nanne Nordqvist och Angelique Widengren, vilken med Sound of Music slutade på fjärde plats i den svenska Melodifestivalen 1987. Låten, som handlar om vänskap bland tjejer, släpptes på singel samma år, med en instrumentalversion av samma låt som B-sida .
Ett så kallat "schlagermedley" av Friends innehöll låten, och gavs ut 2006 på albumet Best of Friends. Vol. 2 
På listorna placerade den sig som högst på 3:e plats på Svensktoppen, på 15:e plats på Svenska singellistan och på 4:e plats på Trackslistan.

## Listplaceringar
| Lista (1987)                   | Topplacering |
| ------------------------------ | ------------ |
| Sverige (Svensktoppen)         | 3            |
| Sverige (Svenska singellistan) | 15           |
| Sverige (Tracks)               | 4            |